# シリア・エフライム戦争
シリア・エフライム戦争（Syro-Ephraimite War）は、紀元前8世紀に起きた戦争。新アッシリア帝国への貢納を拒否するアラム・ダマスカス（しばしば単に「アラム」と呼ばれる）と北イスラエル王国（主要部族の名を取ってエフライムと呼ばれることが多い）の連合が、アッシリアに従うユダ王国を攻撃。救援を求めたユダに応じ、新アッシリア帝国軍が襲来した結果、北イスラエルは領土を大幅に失い、アラム・ダマスカスが消滅した。

## 背景
紀元前745年のティグラト・ピレセル3世の即位とともにアッシリアの拡大政策が再開された。ティグラト・ピレセル3世は、それまで農民との兼任による兵士の集まりだったアッシリア軍に、職業的軍人制度を導入して常備軍を整備したほか、属州の分割などにより地方長官の権限を縮小して中央集権化を図るなどの改革を進め、アッシリア帝国を劇的に再生させた。すでにシャルマネセル3世（在位：紀元前858年 - 紀元前824年）の時代にもパレスチナ・シリア地域への遠征は何度か行われており、現地の国家に貢納させていたが、ティグラト・ピレセル3世はそこからさらにアッシリアの覇権を強めようとした。
王は紀元前743年から3年かけてアルパド市を陥落させた後、紀元前740年から紀元前738年にかけてはシリアとパレスチナに対する遠征を行った。ハマト市を占領し、いくつかの小国に貢納させた。北イスラエルのメナヘム王もアッシリアに従い、銀1000タラントもの多額の貢納を行っている。
紀元前734年、ダマスカス、サマリア、ガザ、アシュケロンの各国は、アッシリアへの貢納を拒否した。アラム・ダマスカスの王であるレツィンとイスラエルの王であるペカが率いる連合も結成された。イザヤによれば、この連合の結成はレツィンの主導によるものだった。ティルス王ヒラム2世もレツィンと同盟してアッシリアに敵対した 。

## 戦争
連合はさらに、ユダ王国のアハズ王も反アッシリア連合に加わるように求めたが、アハズ王はこれを拒んだ。
そこで連合はユダ王国を攻撃し、エルサレムを包囲した。この侵攻の目的は、アハズ王を連合に参加させるか、彼を王位から追い出すことだった。このため彼に替わる王の候補者として、聖書には「タビエルの子」と記されている人物も用意されていた。アントン・スクールズ(Antoona Schoorsa)によれば、この人物はおそらくアラム人だったが、フェニキア人であった可能性もある。
聖書によれば、アハズ王はティグラト・ピレセル3世に軍事行動を要請して貢納した。スチュアート・アーバインは、これは申命記の執筆者たち（en:Deuteronomist）による創作であり、アハズは実際には中立を維持したかったとした。しかしながら、トーマス・ワーグナーは、アッシリアと従属国との関係において、軍事介入と貢納を組み合わせた宗主国に対する要請は珍しいことではなかったと指摘している。
いずれにせよ、ティグラト・ピレセル3世は敵対勢力に対して行動を起こした。紀元前734年に反抗的なペリシテ人を打ち負かした後、イスラエルを攻撃し、ペカを玉座から放逐して新たにホセアを王とした。イスラエルは国土を大きく奪われ、ヨルダン川の東岸地域、ガリラヤ、イズレエルなどの地域がアッシリア領となり、アッシリアのギレアド州、メギド州とドル州となった。さらに毎年、金10タラントと銀100タラントの貢納が王に課せられた。
つづいて紀元前733年と紀元前732年にティグラト・ピレセル3世はダマスカス遠征を行い、これを征服した。王レツィンは殺され、市の住民はキル（現ヨルダンのカラク）に移住させられた。
弱体化したイスラエル王国はさらに10年続いたが、最終的にはアッシリア王、シャルマネセル5世とサルゴン2世によって滅ぼされることになる。ユダ王国は、アッシリアの政治的および宗教的支配に屈した。
なお、預言者イザヤはこの戦争中に活動しており、インマヌエルについての予言はこの時代にさかのぼる。

## 旧約聖書の記述
アハズ王によって統治されていたユダ王国は、アラム・イスラエル連合への参加を拒否した。紀元前735年、アラム・ダマスカスは、レツィンの下、イスラエル王ペカとともに、侵略によってアハズを解任しようとした。ユダは敗北し、歴代誌によれば、たった1日で12万人の兵を失った。王の息子を含む多くの重要な役人が殺された。他の多くは奴隷として連れ去られた。同じ戦争について、列王紀は、レツィンとペカがエルサレムを包囲したが、それを占領できなかったと記述している。
この攻撃中、ペリシテ人とエドム人はこの機に乗じてユダ王国の町や村を襲撃していた。アハズはアッスリヤの王テグラテピレセルに救援を求めた。アッシリア人はユダを救援し、イスラエル、アラム・ダマスカス、ペリシテ人を征服したが、戦後の同盟はユダの王にさらなる問題をもたらした。アハズはエルサレムの神殿と王室の宝物でテグラテピレセルに朝貢する必要があった。彼はまた、彼の新しい同盟国に好意を示すために、王国内にアッシリアの神々の偶像を建てた。